# The Pregnancy Pact
The Pregnancy Pact (en español: El pacto de embarazo), es una película para televisión de 2010 dirigida por Rosemary Rodríguez y protagonizada por Thora Birch, Madisen Beaty, y Camryn Manheim. La película está basada en el circo mediático de 2007 de los medios de comunicación que roderon a los adolescentes de Gloucester, Massachusetts, quienes supuestamente habían hecho un pacto de embarazo.

## Argumento
Sidney Bloom es una antigua alumna de la escuela "Gloucester" quien escribe un blog de vídeo acerca de los problemas adolescentes. Su historia principal es una historia sobre el embarazo adolescente. Después de descubrir que su escuela secundaria ha aumentado la cantidad de embarazos adolescentes de diez hasta dieciocho en los últimos dos meses, Sidney decide volver a casa e investigar la situación.
Cuando Sidney vuelve a la Gloucester High School, la enfermera Kim empieza a contarle a Sidney que ha habido más de ciento cincuenta pruebas de embarazo distribuidas en los dos últimos meses. Después de escuchar esta noticia impactante, Sidney decide entrevistar a las chicas del lugar de la escuela secundaria acerca de por qué se están quedando embarazadas. Cuando Sidney comienza la entrevista de las estudiantes de secundaria, se topa con un grupo de ingenuas niñas de 15 años que son amigas. Tres de las cuatro ya están embarazadas. La única de las chicas que no está embarazada es Sara, pero sus amigas convencen a Sara de quedar embarazada tan pronto como sea posible.
A pesar de que Sara está de acuerdo en que ella va a quedar embarazada, su nerviosismo es muy evidente. Después de hablar con Rose, Karissa, e Iris, Sara va con su novio Jesse a su casa para pasar un poco más de tiempo a solas. Después de que Sara y Jesse tienen relaciones sexuales, empiezan a hablar de su futuro juntos. Jesse cree que él y Sara van a estar juntos para siempre. Jesse es un año mayor que Sara, él dice que quiere irse a la escuela con Sara, casarse con ella y tener hijos. Aunque Jesse dice que él y Sara van a estar juntos para siempre, Sara tiene miedo de perderlo y cree que el embarazo es la única manera de mantener al hombre de sus sueños a su lado.
Después de que Sara y Jesse tienen relaciones sexuales Sara tiene más de una semana de retraso, por lo que sus amigas le aconsejan hacerse una prueba de embarazo. La prueba de embarazo resulta positiva, por lo que ahora las cuatro chicas están embarazadas, y se ponen muy contentas porque todas pueden criar a sus bebés juntas. Una vez que la mamá de Sara se entera, no solo le dice a Sara que ella tiene que decirle a Jesse, sino también decide hacer una reunión sobre prohibir los métodos anticonceptivos en la escuela. La reunión es muy estresante: la enfermera Kim lucha por que el control de la natalidad sea incluido en la escuela, pero Loraine siente que el control natal les anima a los chicos a tener relaciones sexuales aún más temprano, y lucha por dar a los muchachos clases sobre la abstinencia.
Cuando Sidney descubre que Sara ya está embarazada, una nueva historia de un pacto de embarazo aparece en la revista Time. Diciendo que todas estas chicas decidieron crear un pacto y quedar embarazadas al mismo tiempo, de modo que siempre habría un bebé que sería su amor incondicional. Una vez que la noticia del pacto de embarazo sale, Jesse se pone furioso y le pregunta a Sara si ella fue parte del pacto. Sara niega ser parte de ningún pacto y por un tiempo las cosas parecen ir perfectamente, pero luego Sidney pregunta a Sara si ella puede hacer una entrevista anónima y decir que el pacto de embarazo es real, lo que alentaría a las otras chicas a no quedar embarazadas. Tan pronto como Jesse descubre que Sara era parte del pacto, le dice que no quiere tener nada que ver con ella o con el bebé. Ahora que Sara se ve obligada a criar al bebé ella sola, decide que beber y consumir drogas es la única manera de librarse del dolor, pero pronto se da cuenta de que solo empeora las cosas por su condición. Durante los últimos meses del embarazo de Sara, ella ve que Jesse tiene una nueva novia, y ahora se da cuenta de que el pacto de embarazo no podría haber sido la mejor idea después de todo.

Finalmente, Sara tiene una hija y es apoyada por sus padres para criarla, mientras se la ve con sus padres y su hija, se le oye decirle a las muchachas que es mejor vivir la maternidad cuando se está preparada.

## Elenco
- Thora Birch es Sidney Bloom.

- Madisen Beaty es Sara Dougan.

- David Clayton Rogers es Brady Leary.

- Max Ehrich es Jesse Moretti.

- James McCaffrey es Michael Dougan.

- Camryn Manheim es Enfermera Kim Daly.

- Nancy Travis es Lorraine Dougan.

- Michelle DeFraites es Karissa.

- Jenna Leigh Hall es Iris.

- Kelly Heyer es Rose.

- Tim Powell es Director Bachman.

## Reseñas críticas
De acuerdo con una revista titulada Women's Health Weekly, The Pregnancy Pact se ha convertido en la película número uno nominal en el cable con patrocinio de anuncios en más de diez años entre las mujeres de dieciocho a treinta y cuatro. También, además de la doscientos catorce de las películas originales de Lifetime, la película fue clasificada como la cuarta película de mayor audiencia en la televisión de Lifetime. Otros críticos creyeron que la película era un andar arrastrando de los pies, y que recibió uno de cuatro puntos de ocho de cada diez.

### Audiencias
En sus primeras cuatro transmisiones el sábado y el domingo, The Pregnancy Pact acumulado 23,3 millones de espectadores en Estados Unidos. Lifetime fue el canal por cable de más alto índice de audiencia y más vista con publicidad en horario estelar en fin de semana de la película.